# Triigi (Saaremaa)
Koordinaten: 58° 35′ N, 22° 42′ O

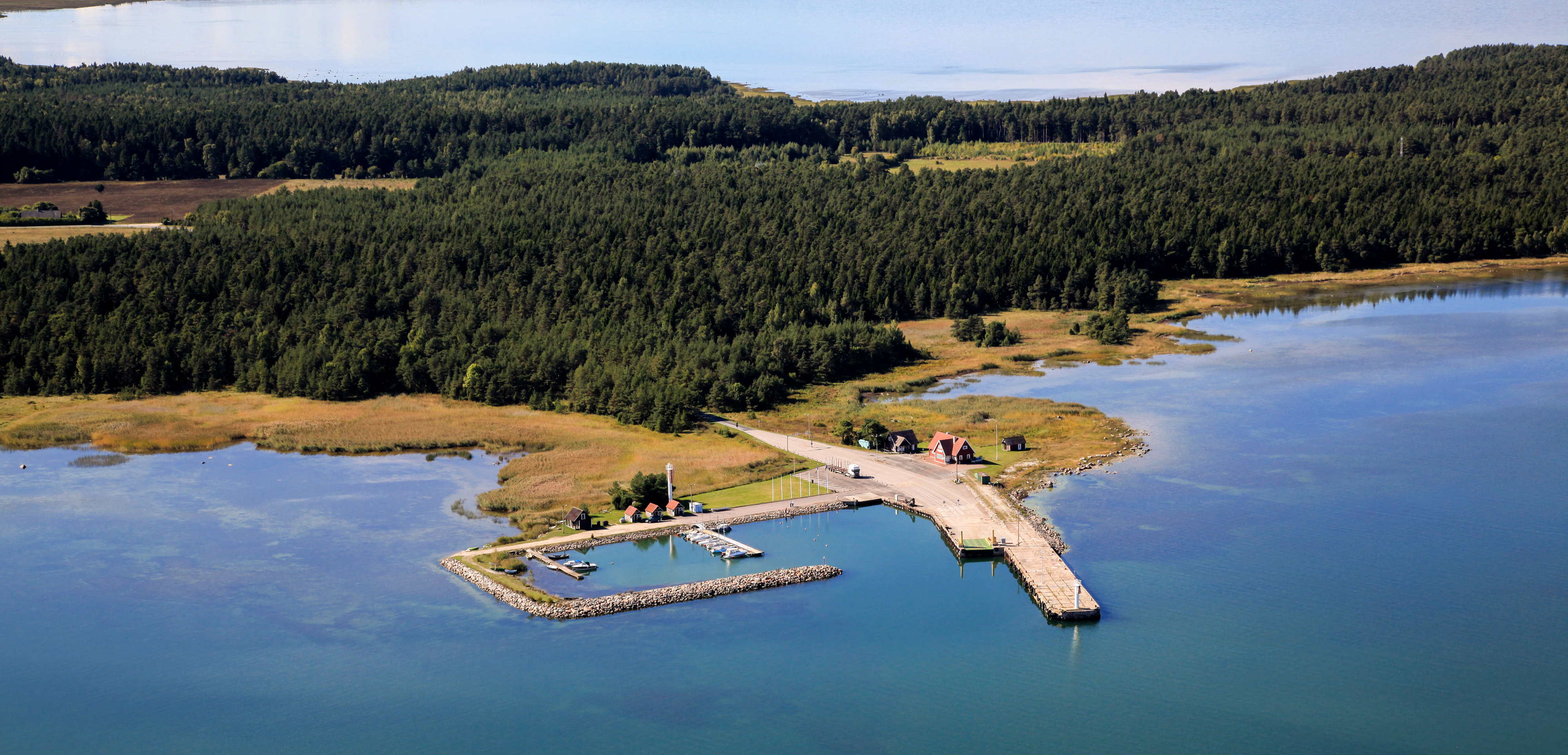
Luftansicht des Hafens

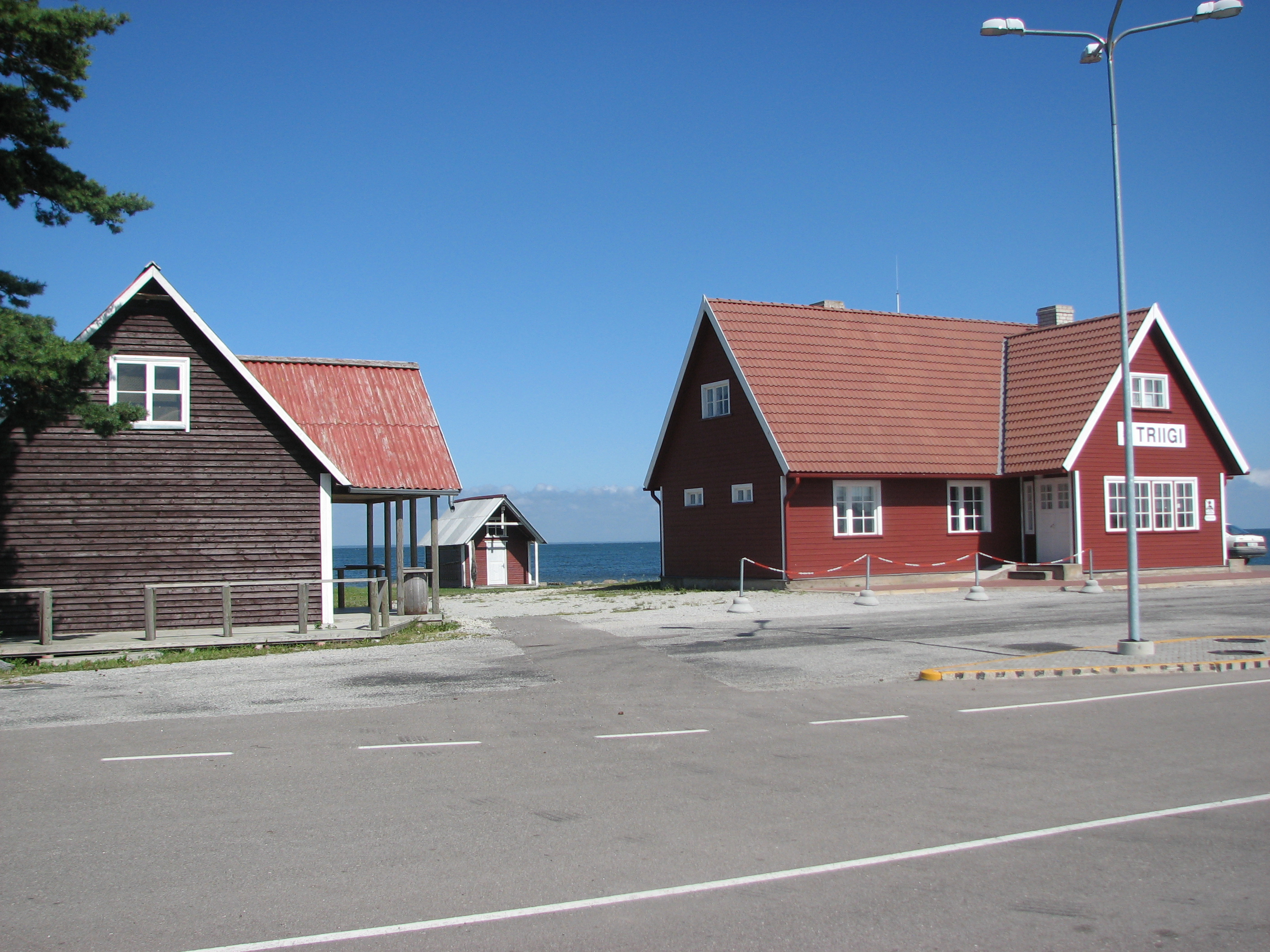
Hafengebäude

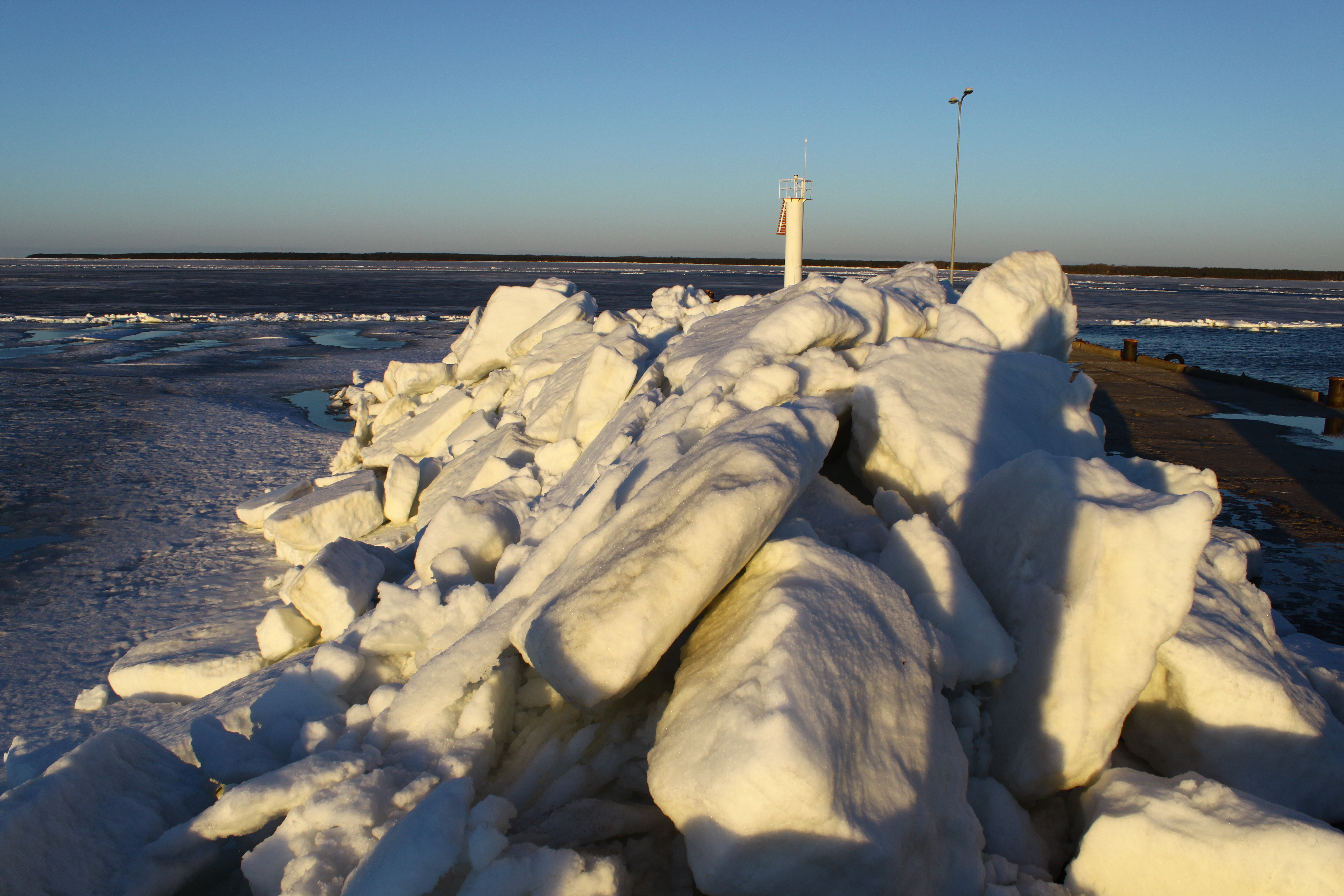
Die Ostsee bei Triigi im Winter

Triigi (deutsch Feckerort) ist ein Dorf (estnisch küla) auf der größten estnischen Insel Saaremaa. Es gehört zur Landgemeinde Saaremaa (bis 2017: Landgemeinde Leisi) im Kreis Saare.

## Einwohnerschaft und Lage
Das Dorf hat 28 Einwohner (Stand 31. Dezember 2011). Es liegt auf der gleichnamigen Halbinsel (Triigi poolsaar) an der Nordküste der Insel Saaremaa. Die Entfernung zur Inselhauptstadt Kuressaare beträgt vierzig Kilometer.

## Geschichte
Der Ort wurde erstmals 1716 unter dem Namen Wackerort urkundlich erwähnt.
Bekannt ist er unter anderem für ein kleines Gut, das im Besitz der Familie von Rehekampff war und im 19. Jahrhundert der adligen deutschbaltischen Familie Poll gehörte. Auf dem ehemaligen Friedhof wurde Constance Amalie von Poll (geb. Vietinghoff-Scheel; 1829–1860) bestattet. Von der einstigen Grabkapelle der Familie Poll sind heute nur noch die überwachsenen Grundmauern zu sehen.

## Hafen
Triigi beherbergt einen kleinen Hafen. Von dort verkehren regelmäßig Fähren über den Soela-Sund (Soela väin) zum Hafen Sõru auf der nördlich gelegene Nachbarinsel Hiiumaa.

## Vigala Sass
Triigi ist eng mit dem estnischen „Volksheiler“ Vigala Sass (1941–2015) verbunden, der bis zu seinem Tod in Triigi einen alternativen Hof bewirtschaftete.